# ساوت بثروين (كورنوال)
ساوت بثروين (بالإنجليزية: South Petherwin)‏ هي قرية و أبرشية مدنية تقع في المملكة المتحدة في إنجلترا.  يقدر عدد سكانها بـ 931 نسمة .